# (6034) 1987 JA
1987 جاي أي (ويعرف أيضًا باسم (6034) 1987 جاي أي وفق تسمية الكوكب الصغير) (بالإنجليزية: 1987 JA)‏ هو كويكب ضمن حزام الكويكبات؛ وترتيبه 6034 من حيث الاكتشاف.
اكتُشف هذا الجُرم الفلكي بواسطة باميلا إم كيلمارتن في 5 مايو 1987.

## وصلات خارجية
- (6034) 1987 JA في قاعدة بيانات مختبر الدفع النفاث لأجرام النظام الشمسي الصغيرة

- الاكتشاف · مخطط المدار ·  العناصر المدارية · المعلمات المادية

- (6034) 1987 JA على موقع ويكي سكاي: DSS2, SDSS, GALEX, IRAS, Hydrogen α, X-Ray, Astrophoto, Sky Map, Articles and images